# Paracalliope vicinus
Paracalliope vicinus is een vlokreeftensoort uit de familie van de Paracalliopiidae. De wetenschappelijke naam van de soort is voor het eerst geldig gepubliceerd in 1992 door Barnard & Drummond.